# Московская межбанковская валютная биржа
Московская межбанковская валютная биржа — российская универсальная биржа, существовавшая в период 1992—2011 годов, в декабре 2011 года объединилась с РТС в ММВБ-РТС (с 2012 года — «Московская биржа»).
Изначально специализировалась на валютных аукционах, впоследствии была открыта фондовая площадка, где велись торги по ценным бумагам около 700 российских эмитентов с общей капитализацией в пиковые периоды до 17 триллионов рублей.

## История
ММВБ учреждена в январе 1992 года вместо валютной биржи Госбанка (на которой с 1989 года проводились рублёво-долларовые валютные аукционы Внешэкономбанка). С июля 1992 года курс, сложившийся на торгах, использовался Центробанком для установления официальных курсов рубля к иностранным валютам. Вскоре на бирже были организованы торги государственными краткосрочными облигациями, превратившие валютную биржу в универсальную торговую площадку. Во второй половине 1990-х годов организована торговля финансовыми инструментами фондового и срочного рынка, в частности, корпоративными ценными бумагами и фьючерсами.
В последние годы деятельности доля биржи в глобальном биржевом объёме торгов акциями (с учётом депозитарных расписок) российских эмитентов составляла около 60 %.
19 декабря 2011 года в результате слияния бирж ММВБ и РТС образована Московская биржа.

### Валюта
В период с 1992 по 1998 год торги иностранной валютой на ММВБ проходили в режиме аукционов, в ходе которых устанавливались единые фиксированные курсы российского рубля к доллару США и немецкой марке для всех участников торгов. В 1997 году была создана система электронных лотовых торгов (СЭЛТ), которая вплоть до кризиса 1998 года функционировала параллельно основным торгам (аукциону), а затем стала основной торговой валютной площадкой. В 2000-е годы торги через СЭЛТ объединяли в рамках единой торговой сессии восемь межбанковских валютных бирж. Среди торгуемых валют — доллар США, евро, украинская гривна, тенге, белорусский рубль и китайский юань (с 2010 года), а также велись сделки с валютными свопами. Суммарный объём биржевых сделок с иностранной валютой в 2006 году составил 25,9 трлн рублей, или 956 млрд долларов США (около половины в совокупном биржевом обороте биржи).

### Фондовый рынок
Фондовая площадка занимала свыше 90 % в российском биржевом обороте торгов акциями и почти 100 % — облигациями. Торги велись в электронной форме. Механизм торгов базировался на принципе конкурирующих между собой заявок (англ. order-driven market), при котором сделка заключается автоматически при пересечении условий во встречных заявках, сделки осуществлялись по принципу «поставка против платежа» (DVP) при стопроцентном преддепонировании активов и исполнении сделок на дату их заключения (Т+0). Вся торговля велась в рублях.
Объём торгов в 2009 году составил 1304,2 млрд долл. США (41 трлн руб.), что в 1,5 раза меньше объёма торгов в 2008 году, включая оборот по акциям — 836,3 млрд долл. (26 трлн руб.), что в 1,7 раза меньше объёма торгов в 2008 году. Среднедневной оборот фондовой площадки достигал 5 млрд долл. (163 млрд руб.)
Объёмы торгов ценными бумагами на фондовой бирже ММВБ:
| Вид финансового инструмента | 2005   | 2006     | 2007     | 2008     | 2009     |
| --------------------------- | ------ | -------- | -------- | -------- | -------- |
| Акции, млрд руб.            | 4025,0 | 14 859,6 | 30 927,1 | 33 704,7 | 26 253,9 |
| Облигации, млрд руб.        | 2375,9 | 5518,4   | 12 551,0 | 14 630,9 | 14 393,9 |
| Паи, млрд руб.              | 1,5    | 5,0      | 20,2     | 23,1     | 16,2     |
| Итого, млрд руб.            | 6402,4 | 20 383,1 | 43 498,3 | 48 358,7 | 40 664,0 |
| Итого, млрд долл.           | 225,6  | 754,9    | 1708,9   | 1985,6   | 1304,2   |

В последние годы деятельности торги велись по бумагам порядка 750 российских эмитентов, в том числе по акциям свыше 230 компаний с общей капитализацией до 17 трлн рублей (около 542 млрд долларов).
Структура рынка акций:
| Эмитент             | Оборот рынка акций (2008 год, млрд руб.) |
| ------------------- | ---------------------------------------- |
| «Газпром»           | 10 765,11                                |
| Сбербанк            | 4587,79                                  |
| «Ростелеком»        | 2886,55                                  |
| «Лукойл»            | 2713,60                                  |
| «Роснефть»          | 1505,08                                  |
| «Норильский никель» | 3542,23                                  |
| «Сургутнефтегаз»    | 1557,04                                  |
| Банк ВТБ            | 1220,09                                  |
| «Татнефть»          | 434,91                                   |
| «Транснефть»        | 268,94                                   |
| Прочие              | 4223,40                                  |
| Всего               | 33 704,74                                |

С 2003 года на бирже велись торги паями паевых инвестиционных фондов (ПИФ), всего ко вторичному обращению на бирже были допущены около 300 паёв ПИФ 135 управляющих компаний.
Индекс ММВБ — основной индикатор фондовой биржи, рассчитывается с 1997 года и включающий 50 наиболее ликвидных акций крупнейших российских эмитентов, представляющих основные секторы экономики. Минимальное значение индекса на отметке 18,53 пунктов было зафиксировано 5 октября 1998 года (в разгар кризиса 1998 года). По состоянию на 2014 год индекс сохранён и рассчитывается Московской биржей (наряду с индексом РТС). Кроме того, рассчитывались отраслевые, инструментальные и секторальные индексы (такие как MICEX INNOV).

### Государственные ценные бумаги и денежный рынок
На бирже велась торговля государственными ценными бумагами, в числе которых ГКО, ОФЗ, иные государственные облигации и облигации Банка России (ОБР). Среди инструментов, доступных участникам рынка — прямое РЕПО, обратное РЕПО с Банком России, междилерское РЕПО.
В последние годы операции с государственными ценными бумагами осуществляли около 280 дилеров, общий объём сделок в 2006 году составил 4,87 трлн рублей (181 млрд долл. США).

### Срочный и товарный рынок
В рамках срочного рынка на бирже велись торги фьючерсами на доллар США и евро, а также на курс евро к доллару США. По итогам 2006 года объём сделок в секции срочного рынка составил около 900 млрд рублей (33 млрд долл.), объём открытых позиций достигал 2 млрд долл.

## Состав акционеров биржи
По состоянию на сентябрь 2008 года среди акционеров биржи были Центробанк (около 30 %), «Юникредит банк» (12,7 %), Внешэкономбанк (11,8 %), Банк ВТБ (7,6 %), Сбербанк (7,5 %), «Росбанк» (5 %), «Центрокредит» (4,3 %), Международный банк экономического сотрудничества (3,4 %), «Автовазбанк» (3,4 %), банк «Санкт-Петербург» (3,4 %), «Газпромбанк» (3,4 %).